# 젊은 아들의 마지막 노래
"젊은 아들의 마지막 노래"는 1970년 공개된 대한민국의 영화이다.

## 배역
- 천호성
- 이병렬
- 문오장
- 오지명
- 박노승
- 박경호
- 김문주
- 정성운
- 황인철
- 신찬일
- 박기택
- 이기영
- 김희라
- 최석
- 문일
- 이낙훈
- 이예성
- 김석훈
- 지용남
- 강세영
- 김민수
- 김광일
- 김세일
- 조덕성
- 노강
- 성소민
- 송미남
- 라정옥
- 박경주
- 장훈
- 백일섭
- 김청자
- 지계순
- 장인환
- 이승현